# 強制提撥制

## 背景
這項制度的起源是在兩次世界大戰期間，ILO推動了一項特殊的社會保險模式。那就是強制提撥繳費保險計劃。首先，它與第一次世界大戰之前的社會保險不同，不是採取自願原則，ILO從一開始所推動的就是一種強制性的計畫。其目的就是盡可能將更多的勞工階層包含進來。而在各國保險計畫裡，以強制條文來取代自願原則的趨勢也日益壯大。 其次，ILO的勞動標基準規定，社會保險應該由雇主與工人挹注資金，分攤與喪失正常所得收入風險相關的社會與財務責任。在它的繳費提撥模式裡，ILO因此而把主要的重點放在私人的責任上。

## 定義
透過強制納保的方式來達成社會保險的方式。對於雇主、對於人民是應盡的義務，更是建構社會安全網絡的基本模式。

## 舉例

### 台灣

#### 1.勞工保險條例
從勞保條例第六條可以看出台灣的勞保其實就是強制提撥制，透過法規規範強制提繳，來達到保障勞工的方式是一種最基本的社會保險制度。雇主必須幫勞工保勞保，這就是強制提撥制，是社會保護的一環。

#### 2.勞退新制
也是屬於強制提撥的一種。從勞退條例第七條也可以看出來。

## 另見
- 社會保險
- 社會安全
- 勞保條例